# Kirjas
Kirjas är en sjö i kommunen Luumäki i landskapet Södra Karelen i Finland. Arean är 39 hektar och strandlinjen är 5,73 kilometer lång. Sjön  ingår i Vilajokis huvudavrinningsområde.   Den ligger omkring 23 kilometer sydväst om Villmanstrand och omkring 180 kilometer öster om Helsingfors. 
I sjön finns ön Hiidensaari. 